# Volleybalvereniging Apollo 8
Il Volleybalvereniging Apollo 8 è una società pallavolistica femminile olandese, con sede a Borne: milita nel campionato olandese di Eredivisie.

## Rosa 2024-2025
| N° | Nome                | Ruolo | Data di nascita  | Nazionalità sportiva |
| -- | ------------------- | ----- | ---------------- | -------------------- |
| 1  | Sophie Meijer       | O     | 2000             | Paesi Bassi          |
| 2  | Charlotte Haar      | P     | 12 maggio 1999   | Paesi Bassi          |
| 3  | Marit Zander        | P     | 11 febbraio 2005 | Paesi Bassi          |
| 4  | Jorieke Bodde       | O     | 5 maggio 1996    | Paesi Bassi          |
| 5  | Lotte van der Horst | S     | 8 dicembre 1988  | Paesi Bassi          |
| 6  | Lotte Wissink       | C     | 2001             | Paesi Bassi          |
| 7  | Roos Wessels        | C     | 2 febbraio 2006  | Paesi Bassi          |
| 8  | Noa Krikhaar        | L     | 14 giugno 2006   | Paesi Bassi          |
| 9  | Eline Rohaan        | S     | 9 giugno 2003    | Paesi Bassi          |
| 10 | Carlijn Koebrugge   | C     | 7 gennaio 1998   | Paesi Bassi          |
| 11 | Kyara de Maar       | L     | 2007             | Paesi Bassi          |
| 12 | Lina Brendsen       | S     | 16 maggio 2003   | Paesi Bassi          |
| 14 | Roosmarijn Grooters | S     | 2007             | Paesi Bassi          |

## Palmarès
- Coppa dei Paesi Bassi: 2

2020-21, 2023-24
- Supercoppa olandese: 1

2024